# Frank Hedman
Frank Emil Hedman, född 31 augusti 1917 i Sofia församling i Stockholm, död 2 juni 1990 i Råsunda församling i Solna i Stockholms län, var en svensk musikproducent.
Frank Hedman var son till föreståndaren Emil Hedman och Karin Sundquist. Han arbetade inom resebranschen från 1937, blev skivproducent 1961 och frilansproducent 1979.
Som skivproducent verkade han hos Swedish Society Discofil och Electra varefter han startade det egna märket Bluebell 1979. Han var producent för artisterna Jussi Björling, Nicolai Gedda, Elisabeth Söderström, Sixten Ehrling och Alice Babs. Han producerade enligt Myggans nöjeslexikon skivor av ”internationell toppklass” och lanserade även unga visbegåvningar. 1973 gav han ut en diskografi över Alice Babs och två år senare också en bok om henne.
Frank Hedman var gift första gången 1950–1954 med Jill Kronberg (1922–1994), andra gången 1957–1966 med Evy Andersson (1929–2012), tredje gången 1967–1970 med skådespelaren Gerd Hagman  (1919–2011)  och fjärde gången från 1983 till sin död med Hanna Hedman (1934–2020), som drev skivbolaget Bluebell Records vidare.
Frank Hedman är gravsatt i minneslunden på Solna kyrkogård.